# 河合真理
河合 真理（かわい まり、1959年10月12日 - ）は東京都出身の料理研究家、フード・コンサルタントである。

## 人物
祖母は料理研究家の草分けの一人であった阿部なを。小学校5年生の時に両親が離婚。祖母との生活が始まった。毎朝、祖母の作った味噌汁と青汁を飲んで登校し、遠足などのお弁当は祖母の経営する料理店の板前が作ったものだった。そんな立派なお弁当が恥ずかしくて、中学生になってからは毎日の弁当を自分で作るようになったという。
青森県出身の阿部なをは津軽の郷土料理をもとに、チーズやバターをアレンジした当時としてはモダンな料理を発表していた。津軽の訛りそのままできょうの料理に出演した。夫は画家の阿部合成。同郷の太宰治をはじめ、板谷波山、堀文子ら芸術家との交友も深かった。
阿部なをは野の草を摘んで味噌汁にするように、素材を自然のままに大事に扱う達人でもあった。そんな環境で育った河合は、祖母から教わった伝統的な日本料理を基本に、より自然であること、素材を皮や根っこまで大切に始末するナチュラル・フードを提唱するようになった。

## 略歴
立教女学院小学校・立教女学院中学校・高等学校を経て、1980年に立教女学院短期大学を卒業。
立教大学で遺跡調査や図書館の司書などのアルバイトの傍ら、祖母・阿部なをのアシスタントとして本格的に料理を学ぶ。さらに、実家であるみちのく料理店「ひがし北畔」の経営を任される。
1989年より祖母の仕事を受け継ぎ、テレビや雑誌などのメディアで料理研究家としての活動を始める。
1997年より、料理研究家、料理店経営の経験を活かしフード・コンサルタント業務を兼務。外食産業・食材関連企業など8社の顧問を務めている（2014年現在）。

## テレビ出演
- 「きょうの料理」（NHK）
- 「キユーピー3分クッキング」（日本テレビ）
  - 1997年10月 - 1998年3月（隔週土曜日・「週末はみんなで!」講師）[3]
  - 2008年6月 - 7月（土曜日･講師）
  - 2009年3月 - 5月（土曜日・講師）

## 主な著書
- 「迷宮レストラン」（NHK出版）
- 「おいしい手づくり手帖」（家の光協会）
- 「滋味健食」（角川マガジンズ）
- 「とっておきの作りおき」（ニューズ出版）
- 「健康おかず」（中央公論新社）
- 「毎日スープ」（文化出版局）
- 「おいしい、さっぱり、ひんやりメニュー」（成美堂出版）